# Stanley Grove Spiro
Stanley Joseph Grove Spiro (* 17. Januar 1900 in Kapstadt, Südafrika; † 1948) (Deckname Lord George Saville Drummond) war ein südafrikanischer Pilot und Bankier.

## Leben
Ab 1918 nahm Spiro als Pilot am Ersten Weltkrieg teil. Später wechselte er ins Bankfach. In den 1920er Jahren gelangte er durch Börsenspekulationen zu einem großen Vermögen, von dem er zahlreiche Häuser, eine Luxusyacht und ein Privatflugzeug erwarb.
1921 heiratete er Alice Stephanie Woodland Hunt in Kapstadt, Südafrika. 1932 baute er ein Haus auf der Insel Sylt und nannte es „Haus Stephanie“.
Nachdem er bereits seit 1926 in Aktienschiebereien (share pushing) verwickelt gewesen war, bei denen er getarnt unter verschiedenen Decknamen und von verschiedenen Adressen aus Aktienschwindel betrieben hatte, übernahm er 1934 die Kontrolle über die schottische Brokerfirma Maclean and Henderson. In der Folge beauftragte er Verkäufer, Kunden der Firma zu Aktienkäufen zu überreden, die für sie selbst von Nachteil, für Spiros Firma aber sehr profitabel waren. Gemäß später eingeleiteten Ermittlungen erleichterte Spiro seine Kunden innerhalb weniger Monate um Ersparnisse in Höhe von 600.000 Pfund.
1936/1937 wurden die Behörden auf Spiros Betrügereien aufmerksam. Am 6. Februar 1937 wurden Haftbefehl gegen ihn und seine Komplizen erlassen. Am selben Tag floh er zunächst nach Frankreich. Von dort reiste er über Österreich, die Tschechoslowakei in die Vereinigten Staaten und nach Mexiko, um dann nach Europa zurückzukehren. Dort hielt er sich kurzzeitig in Norwegen, Schweden und Dänemark auf. Bei dem Versuch nach Deutschland einzureisen wurde Spiro von der Gestapo als vermeintlicher Spion verhaftet. Es gelang ihm jedoch zu entkommen und nach Venedig zu gelangen.
Im März 1938 kehrte Spiro nach Großbritannien zurück, wo er sich den britischen Behörden stellte. In dem folgenden Prozess wurde er am 8. September 1938 vom Londoner Gericht Old Bailey zu einer kombinierten Haftstrafe von acht Jahren Zuchthaus (penal servitude) – fünf Jahre wegen Täuschung (false pretences) in mehreren Fällen und drei Jahren wegen täuschenden Wechselgeschäften (fraudulent conversion) – verurteilt.
Von den Polizeiorganen des NS-Staates wurde Spiro derweil weiterhin verdächtigt, ein britischer Nachrichtenagent zu sein. Im Frühjahr 1940 setzte das Reichssicherheitshauptamt in Berlin ihn deshalb auf die Sonderfahndungsliste G.B., ein Verzeichnis von Personen, die im Falle einer erfolgreichen deutschen Invasion Großbritanniens durch die Sonderkommandos der SS-Einsatzgruppen mit besonderer Priorität ausfindig gemacht und verhaftet werden sollten.
1942 wurde Spiro begnadigt, angeblich aufgrund der Weitergabe von Informationen über militärische Verteidigungsanlagen der deutschen Wehrmacht auf der Insel Sylt. Die Royal Air Force nutzte die ihr von Spiro Informationen in der Folge, um gezielt Angriffe auf den Stützpunkt Hörnum zu fliegen.
Spiro starb 1948 an Herzversagen. Sein Sylter Haus (Norderstraße 65, Westerland), das sein Sohn 1953 verkaufte, war zwischen 1969 und 2014 ein Restaurant („Hardy auf Sylt“).